# The Black Cobra 2
The Black Cobra 2 è un film del 1989 diretto da Edoardo Margheriti (con lo pseudonimo di Dan Edwards) con Fred Williamson e Nicholas Hammond. É il sequel del film The Black Cobra del 1987 e segna l'esordio alla regia di Edoardo Margheriti, figlio di Antonio Margheriti. Fu seguito da Black Cobra 3 - Manila Connection del 1989 e Black Cobra 4 - Detective Malone (1991).

## Trama
Chicago, il detective Robert Malone viene sospeso dalla polizia per l'eccessiva violenza che adotta nel far rispettare la legge. Malone viene inviato nelle Filippine dove parteciperà ad uno scambio tra agenti con l'Interpol. Al suo arrivo viene derubato da un ladruncolo che gli sottrae il portafoglio, subito Malone cerca di inseguirlo, mettendo sottosopra l'aeroporto, ma viene fermato dalla polizia filippina. Per tutta la sua permanenza verrà affiancato tenente McCall, un poliziotto britannico che utilizza metodi molto più tranquilli e disciplinati. Ricercando il portafoglio rubato, finiranno coinvolti in un complotto terroristico, che coinvolgerà anche il nuovo compagno di Malone. La speranza del capo della polizia di Chicago, che Malone avrebbe imparato da McCall ad essere meno violento e spicciativo, fallirà miseramente, anzi sarà McCall ad imparare da Malone che a volte la violenza è l'unica possibilità per risolvere un caso. Insieme i due riusciranno a sventare l'attacco dei terroristi e a salvare la città da un grave attentato.